# RubyCocoa
RubyCocoa é um Framework para o Mac OS X, que permite programar para a API Cocoa, utilizando a linguagem Ruby. RubyCocoa permite que você escreva um aplicativo Cocoa em Ruby. Ele permite que você crie e use um objeto Cocoa em um script Ruby. É possível escrever um aplicativo Cocoa que mistura o código Ruby e Objective-C.
Algumas aplicações úteis do RubyCocoa:
- Exploração dos recursos do objeto Cocoa usando IRB de forma interativa.
- Prototipagem de um aplicativo Cocoa.
- Escrever um aplicativo Cocoa que combina boas características do Ruby e do Objective-C
- Envolver a GUI nativa do Mac OS X para um script Ruby.

## Ligações Externas
- «Sítio oficial» (em inglês)